# Alessia Arisi
Alessia Arisi (* 10. Dezember 1971 in Parma) ist eine ehemalige italienische Tischtennisspielerin aus den 1990er Jahren. Sie nahm an neun Weltmeisterschaften und zwei Olympischen Spielen teil.

## Erfolge
Erstmals international in Erscheinung trat Alessia Arisi bei den Jugend-Europameisterschaften 1986, wo sie erst im Endspiel der Ungarin Gabriella Wirth unterlag. Bei der Jugend-EM 1989 erreichte sie im Einzel das Halbfinale, im Doppel mit Christina Semenza gewann sie Silber.
1987, mit 16 Jahren, wurde sie erstmals für die Teilnahme an einer Weltmeisterschaft nominiert. Bis 2001 nahm sie insgesamt neunmal an
Weltmeisterschaften teil, kam jedoch nie in die Nähe von Medaillenrängen. Bei den Mittelmeerspielen gewann sie 1993 den Doppelwettbewerb mit Fliura Bulatowa, ins Finale kam sie 1993 und 2001 im Einzel sowie 1997 im Doppel ebenfalls mit Fliura Bulatowa. Zwischen 1996 und 2000 war sie an sechs Europameisterschaften vertreten, wo sie 1998 im Mixed mit Yang Min das Halbfinale erreichte.
1992 und 1996 qualifizierte Alessia Arisi sich für die Teilnahme an den Olympischen Sommerspielen. 1992 trat sie nur im Einzel an. Hier kam sie über die Qualifikationsrunde nicht hinaus. Sie gewann gegen Elke Schall und Cheryl Roberts (Südafrika), verlor jedoch gegen die Chinesin Qiao Hong. 1996 war sie im Einzel und im Doppel mit Laura Negrisoli vertreten. Im Einzel siegte sie in der Qualifikation nur über Larissa Chouaib (Libanon), unterlag aber der Neuseeländerin Chunli Li und der Taiwanerin Chen Jing. Das Doppel blieb ohne Sieg gegen Chire Koyama/Taeko Todo (Japan), Elke Schall/Nicole Struse (Deutschland) und Gerdie Keen/Mirjam Kloppenburg (Niederlande).
Nach 2001 trat Alessia Arisi im Hochleistungssport international nicht mehr auf. 2012 wurde sie Senioren-Weltmeisterin in der Altersklasse Ü40.

## Vereine
Alessia Arisi spielte beim italienischen Verein TTC Brescia. 1993 wechselte sie nach Deutschland in die Bundesliga zur Spvg Steinhagen, mit dem sie am Ende der Saison 1993/94 deutscher Meister wurde. Nach einem Zwischenspiel in Frankreich bei Kremlin-Bicetre wurde sie 1996 vom TSG Dülmen verpflichtet. Hier erreichte das Damenteam den zweiten Platz in der Bundesliga. In der Saison 1997/98 war sie bei Assistance Coesfeld in der 2. Bundesliga aktiv und verhalf hier dem Damenteam zum Aufstieg in die 1. BL.

## Turnierergebnisse
| Verband | Veranstaltung                         | Jahr | Ort             | Land | Einzel           | Doppel           | Mixed      | Team  |
| ------- | ------------------------------------- | ---- | --------------- | ---- | ---------------- | ---------------- | ---------- | ----- |
| ITA     | Europameisterschaft                   | 1998 | Eindhoven       | NED  |                  |                  | Halbfinale |       |
| ITA     | Jugend-Europameisterschaft (Kadetten) | 1986 | Louvin La Neuve | BEL  | Silber           |                  |            |       |
| ITA     | Jugend-Europameisterschaft (Junioren) | 1989 | Kockelschever   | LUX  | Halbfinale       | Silber           |            |       |
| ITA     | EURO-TOP12                            | 2000 | Alassio         | ITA  | 9                |                  |            |       |
| ITA     | EURO-TOP12                            | 1998 | Halmstad        | SWE  | 9                |                  |            |       |
| ITA     | EURO-TOP12                            | 1996 | Charleroi       | BEL  | 9                |                  |            |       |
| ITA     | EURO-TOP12                            | 1995 | Dijon           | FRA  | 9                |                  |            |       |
| ITA     | Mittelmeerspiele                      | 2001 | Tunis           | TUN  | Silber           |                  |            |       |
| ITA     | Mittelmeerspiele                      | 1997 | Bari Taranto    | ITA  |                  | Silber           |            |       |
| ITA     | Mittelmeerspiele                      | 1993 | Meze            | FRA  | Silber           | Gold             |            |       |
| ITA     | Olympische Spiele                     | 1996 | Atlanta         | USA  | sofort ausgesch. | sofort ausgesch. |            |       |
| ITA     | Olympische Spiele                     | 1992 | Barcelona       | ESP  | sofort ausgesch. | keine Teiln.     |            |       |
| ITA     | Pro Tour                              | 2001 | Zagreb          | HRV  | letzte 32        | Rd 1             |            |       |
| ITA     | Pro Tour                              | 2001 | Chatham         | ENG  | Viertelfinale    | Viertelfinale    |            |       |
| ITA     | Pro Tour                              | 2000 | Toulouse        | FRA  | letzte 16        | Gold             |            |       |
| ITA     | Pro Tour                              | 2000 | Zagreb          | HRV  | Viertelfinale    | Viertelfinale    |            |       |
| ITA     | Pro Tour                              | 1999 | Lievin          | FRA  | letzte 32        | Rd 1             |            |       |
| ITA     | Pro Tour                              | 1999 | Linz/Wels       | AUT  | letzte 32        |                  |            |       |
| ITA     | Pro Tour                              | 1999 | Bremen          | GER  | Rd 1             | letzte 16        |            |       |
| ITA     | Pro Tour                              | 1999 | Zagreb          | HRV  | letzte 16        | Rd 1             |            |       |
| ITA     | Pro Tour                              | 1998 | Courmayeur      | ITA  | Rd 1             | letzte 16        |            |       |
| ITA     | Pro Tour                              | 1998 | Jinan City      | CHN  | Rd 1             | Rd 1             |            |       |
| ITA     | Pro Tour                              | 1998 | Houston         | USA  | Halbfinale       | Halbfinale       |            |       |
| ITA     | Pro Tour                              | 1998 | Zagreb          | HRV  | Viertelfinale    | letzte 16        |            |       |
| ITA     | Pro Tour                              | 1997 | Lyon            | FRA  | letzte 16        | Halbfinale       |            |       |
| ITA     | Pro Tour                              | 1997 | Linz            | AUT  | letzte 32        |                  |            |       |
| ITA     | Pro Tour                              | 1996 | Bolzano         | ITA  |                  | Viertelfinale    |            |       |
| ITA     | Weltmeisterschaft                     | 2001 | Osaka           | JPN  | letzte 128       | letzte 64        | letzte 64  | 25    |
| ITA     | Weltmeisterschaft                     | 2000 | Kuala Lumpur    | MAS  |                  |                  |            | 21-24 |
| ITA     | Weltmeisterschaft                     | 1999 | Eindhoven       | NED  | letzte 128       | letzte 16        | letzte 64  |       |
| ITA     | Weltmeisterschaft                     | 1997 | Manchester      | ENG  | letzte 128       | letzte 32        | letzte 32  | 20    |
| ITA     | Weltmeisterschaft                     | 1995 | Tianjin         | CHN  | letzte 32        | letzte 32        | letzte 128 | 18    |
| ITA     | Weltmeisterschaft                     | 1993 | Göteborg        | SWE  | letzte 64        | letzte 16        | letzte 32  | 33    |
| ITA     | Weltmeisterschaft                     | 1991 | Chiba City      | JPN  | letzte 32        | letzte 64        | letzte 64  | 33    |
| ITA     | Weltmeisterschaft                     | 1989 | Dortmund        | FRG  | letzte 128       | letzte 64        | letzte 64  | 26    |
| ITA     | Weltmeisterschaft                     | 1987 | New Delhi       | IND  | letzte 64        | letzte 32        | letzte 32  | 25    |